# Sankt Michels flygplats
Sankt Michels flygplats (finska: Mikkelin lentoasema) (IATA: MIK, ICAO: EFMI) är en finländsk flygplats belägen cirka 5 kilometer väster om S:t Michels centrum.
Det finns inga reguljära flygninglinjer till flygplatsen, dock har flygplatsen en större aktivitet med segel- och fallskärmsflyg.
Flygplatsen togs i drift år 1936 och finansierades till hälften av finska staten och den andra halvan stod staden själva för. Hittills är flygplatsen en av de få flygplatser i Finland som inte drivs av det statliga bolaget Finavia. Staden S:t Michel äger och driver flygplatsen fullt ut. 